# Saint-Trojan-les-Bains
Saint-Trojan-les-Bains – miejscowość i gmina we Francji, w regionie Nowa Akwitania, w departamencie Charente-Maritime.
Według danych na rok 1990 gminę zamieszkiwało 1 490 osób, a gęstość zaludnienia wynosiła 85 osób/km² (wśród 1467 gmin regionu Poitou-Charentes Saint-Trojan-les-Bains plasuje się na 188. miejscu pod względem liczby ludności, natomiast pod względem powierzchni na miejscu 482.).

## Współpraca
Miejscowość partnerska:
- Kraainem, Belgia